# Jean-Marc Morax
Pour les articles homonymes, voir Morax (homonymie).
 (juillet 2023).
Jean-Marc Morax, né à Morges le 18 mai 1838 et mort le 1er janvier 1913, est un médecin vaudois.

## Biographie
Originaire de Mex, Jean-Marc Morax fait toute sa scolarité à Morges. À l'âge de 19 ans il part suivre les cours de la Faculté de médecine l'Université de Paris (1857-1864) où il acquiert le grade de docteur. Jusqu'en 1864, il travaille dans des hôpitaux à Paris. 
En 1863, il obtient le brevet pour exercer la médecine dans le canton de Vaud et en 1869 il s’établit à Morges comme praticien. 
Nommé chef du Service sanitaire cantonal de 1893 à 1912, Jean-Marc Morax est le fondateur de la Société vaudoise de médecine et de l'Association médicale de la Suisse romande qu'il préside à plusieurs reprises. Auteur de plusieurs études et travaux scientifiques en matière de statistique médicale, il est nommé bourgeois d'honneur de la Ville de Morges.

## Sources
- « Jean-Marc Morax », sur la base de données des personnalités vaudoises sur la plateforme « Patrinum » de la Bibliothèque cantonale et universitaire de Lausanne.
- Revue médicale de la Suisse romande. - Lausanne. - Année 33 (1913), no 3, p. 270-277 ; no 4, p. 342-349
- Gazette de Lausanne, 1913/01/02